# Cornetu, Gorj
Cornetu este un sat în comuna Căpreni din județul Gorj, Oltenia, România. Se află în partea de sud-est a județului, în Platforma Oltețului din Podișul Getic, pe malul drept al Amaradiei. La recensământul din 2002 avea  o populație de 255 locuitori.